# Marieme Jamme
Marieme Jamme (Dakar, 1974) es una empresaria y activista tecnológica británico-senegalesa. En 2016 fundó la Fundación iamtheCODE y en 2017 fue la primera mujer negra en la junta directiva de la Fundación World Wide Web. 

## Trayectoria
Mariéme Jamme nació en Dakar, Senegal. Aprendió a leer y escribir por sí sola durante su adolescencia. Empezó su carrera tecnológica cuando se mudó al Reino Unido, donde asistió a la Universidad de Surrey para aprender inglés. Mientras limpiaba casas para ganarse la vida, aprendió a codificar en una biblioteca local en Surrey.
Ha tenido múltiples trabajos temporales y ha trabajado para empresas como Citibank, HSBC, JP Morgan y Lloyds Bank. También ha ocupado puestos de gestión empresarial en Oracle y Microsoft.
En el 2007, Jamme fundó en SpotOne Global Solutions (ahora llamada Accur8Global) en Reino Unido. La empresa ayuda a las organizaciones de TI a establecerse en Europa, Oriente Medio, África y Asia. Es cofundadora de Africa Gathering, la primera plataforma global para que empresarios y expertos establezcan redes sobre temas de desarrollo en toda África.
En 2013, fue nombrada miembro del equipo 4Afrika de Microsoft, donde desempeñó un papel de asesoramiento en proyectos que ayudaron a empresas emergentes africanas.
En 2015, Jamme colaboró con un grupo de líderes africanos para crear "Accur8Africa", una iniciativa para ayudar a los gobiernos, la sociedad civil, los empresarios y las empresas a evaluar el progreso de los Objetivos de Desarrollo Sostenible de las Naciones Unidas para 2030 utilizando datos precisos.
Ha participado en varias competiciones africanas de innovación tecnológica, incluida la competencia anual "Apps4Africa" como organizadora y juez, que muestra ideas de innovación y aplicaciones en todo el continente africano

### Fundación iamtheCODE
En 2017 lanzó la iniciativa "iamtheCODE", que se convirtió en la primera iniciativa liderada por África que colaboró con el gobierno, el sector privado e inversores para promover la educación STEAMD para niñas de áreas desfavorecidas de África, América del Sur y Oriente Medio. El objetivo del programa es contribuir a alcanzar los objetivos de sostenibilidad de las Naciones Unidas en materia de educación, llegando a 1 millón de niñas en 2030. La fundación tiene como objetivo inspirar a más niñas de todo el mundo a aprender a codificar, con énfasis en la inclusión de las comunidades marginadas proporcionándoles espacios educativos, herramientas y orientación laboral.

## Reconocimientos
En 2012, la CNN se refirió a Jamme como "una mujer a la vanguardia de la revolución tecnológica que está transformando lentamente a África".
En 2013, Jamme fue distinguida como Joven Líder Global por el Foro Económico Mundial por su labor activista en el empoderamiento y la inversión en niñas y mujeres jóvenes en África, Medio Oriente y Asia a través del aprendizaje creativo, el emprendimiento, la ciencia, la tecnología, la ingeniería, el arte, las matemáticas y el diseño (STEAMD). 
En 2017, Quartz Africa incluyó a Jamme en su lista "Innovadores de Quartz Africa 2017". También en 2017, Jamme ganó el Premio a la Innovación en el Global Goals Award como Goalkeepers por su trabajo en el avance de los Objetivos de Desarrollo Sostenible de las Naciones Unidas, curado por UNICEF y la Fundación Bill y Melinda Gates, por apoyar globalmente a niñas y mujeres jóvenes y avanzar en los Objetivos de Desarrollo Sostenible de la ONU. Ese mismo año, fue incluida en la lista de las 100 mujeres de la BBC.
Jamme fue incluida en las ediciones de 2019 y 2020 de Powerlist, una lista de las 100 personas más influyentes del Reino Unido de ascendencia africana/afrocaribeña.